# Alexandre Pougatchev
Pour les articles homonymes, voir Pougatchev (homonymie).
Alexandre Pougatchev (en russe : Александр Пугачёв), né le 10 janvier 1985 à Saint-Pétersbourg, est un ancien homme d'affaires à la double nationalité franco-russe.

## Biographie
À 23 ans, celui qui est le fils de l'homme d'affaires et ex-milliardaire russe Sergueï Pougatchev, est devenu propriétaire du quotidien français France-Soir qui a fini par faire l'objet en juillet 2012 d'une décision de liquidation judiciaire ; il dirige l'épicerie fine Hédiard entre mai 2011 et juin 2012. Hédiard s'est déclaré en dépôt de bilan auprès du Tribunal de Commerce de Paris, le lundi 21 octobre 2013 et est désormais, depuis l'été 2014, la propriété du groupe autrichien Do&Co.
Sur le plateau de Mediasphère de LCI, il s'était déclaré prêt à céder le journal France-Soir et à voter pour Marine Le Pen à l'élection présidentielle française de 2012. Cette dernière prise de position a entraîné alors de nombreuses réactions parmi les salariés du journal.
En 2013, il possédait un petit établissement de restauration rapide japonaise à Monaco.